# Parada de San Francisco Javier
San Francisco Javier es una parada de la línea de tranvía T1 de TUSSAM, conocida como Metrocentro. Se encuentra situada en el distrito de Nervión, en la avenida de San Francisco Javier esquina con las calles Camilo José Cela y Santa Joaquina de Vedruna.

Plano de la T1 (Metrocentro)

| << cabecera | < parada     | línea | parada >     | cabecera >>     |
| ----------- | ------------ | ----- | ------------ | --------------- |
| Plaza Nueva | San Bernardo | T1    | Eduardo Dato | Luis de Morales |